# Howard Hawks San Sebastián, 1972
Howard Hawks San Sebastián, 1972 és un curtmetratge documental espanyol del 2002 dirigit per Samuel Martínez Martín.

## Sinopsi
Aprofitant l'arribada a Sant Sebastià del director de cinema estatunidenc Howard Hawks per fer de president del jurat del Festival Internacional de Cinema de Sant Sebastià del 1972, en el que també se'n projectava una retrospectiva. Aprofitant el fet, dos joves aleshores desconeguts, el futur guionista Jesús Martínez León i el futur director de cinema José Luis Cuerda, van venir des de Madrid i li van fer una entrevista que havia de formar part d'un futur llargmetratge, però que va romandre inèdita. Trenta anys després es rescaten les imatges de l'entrevista que pretén mostrar un veritable director de cinema clàssic que va saber entendre la vida de la manera més bella, amb amor i honradesa.

## Nominacions
Fou nominada al Goya al millor curtmetratge documental de 2002. També fou exhibida a la Secció Zabaltegi del Festival Internacional de Cinema de Sant Sebastià 2002.